# Estola porcula
Estola porcula là một loài bọ cánh cứng trong họ Cerambycidae.